# Casa de Riba Douro
A Casa de Riba Douro (ou Casa de Ribadouro) é uma família nobre de Portugal que tem as possíveis origens na Gasconha, dado o cognome do primeiro senhor da família, Munio Viegas. A família interligou-se por casamento com descendentes de Ramiro II de Leão, já que Egas Moniz, filho do dito Munio Viegas, se casou com Toda Ermiges da Maia, bisneta de Lovesendo Ramires, filho deste rei.
A família começa a dividir-se em vários ramos secundários a partir do século XIIː são precisamente os filhos do mais ilustre membro da família, Egas Moniz, o Aio que dão origem a novas linhagensː de Lourenço Viegas surgem os Coelhos, e destes os Frades e os Magros; de Afonso Viegas surgem os Lumiares e os Alvarengas; de Mem Viegas surgem os Fonsecas, os Bezerras e os Mós. A linhagem dos Machados também terá tido origem nos Ribadouro, mas descendendo de um membro muito mais antigo: Mem Moniz de Ribadouro, filho segundo do fundador.

## Senhoresda Casa de Riba Douro

### Casa de Riba Douro
- Monio Viegas I O Gasco (c. 950 - 1022)
- Egas Moniz I O Gasco (977 - 1022)
- Garcia Moniz I O Gasco (antes de 1043-depois de 1066)
- Ermígio Viegas I O Velho (1020 - 1047)
- Monio Ermiges I (1050 - 1107)
- Ermígio Moniz (? - 1135)
- Egas Moniz IV O Aio (1080 - 1146)
- Lourenço Viegas O Espadeiro (c.1110 - c.1160)
- Afonso Viegas O Moço (c.1110 - c.1165)
- Egas Afonso (c.1140 - ?)

## Genealogia dos primeiros Senhores de Riba Douro e dos seus ramos
- D. Monio Viegas I de Ribadouro o Gasco, fundador da casa, c.c. ?
  - D. Egas Moniz I de Ribadouro o Gasco, o Velho (?-1022), c.c. D. Toda Ermiges da Maia (antes de 1044-depois de 1071)
    - D. Ermígio Viegas I de Ribadouro o Velho, o Gasco (?-antes de 1068), c.c. Unisco Pais
      - D. Monio Ermiges de Ribadouro (antes de 1085-depois de 1107) c.c. 1) Ouroana
        - D. Ermígio Moniz I de Ribadouro (c. 1080-c.1135), c.c. D. Teresa Soares Velho
        - D. Egas Moniz IV de Ribadouro o Aio (c.1080-3 de agosto de 1146), c.c. 1) Dórdia Pais [2] 2) D. Teresa Afonso de Celanova (c. 1111 - 27 de maio de 1171) [3]
          - D. Lourenço Viegas de Ribadouro o Espadeiro (m.c.1162), c.c. D. Maria Gomes de Pombeiro
            - D. Egas Lourenço de Ribadouro (Egas Lourenço Coelho), c.c. D. Mor Mendes de Penagate
              - D. Soeiro Viegas Coelho de Ribadouro(1160- depois de 1232), c.c. D. Mor Mendes de Gandarei (? - depois de 1232) - Ribadouro-Coelho
              - D. Gomes Viegas Frade de Ribadouro, c.c. Teresa Gonçalves de Mós
                - D. Aldara Gomes Frade, c.c. D. Afonso Pires Alcoforado

              - D. Gonçalo Viegas Magro de Ribadouro - Ribadouro-Magro
              - D. Pero Viegas Magro de Ribadouro - Ribadouro-Magro
              - D. Maria Viegas de Ribadouro, c.c. D. Pero Ourigues da Nóbrega
              - D. Marinha Viegas de Ribadouro, c.c. D. Fernão Ourigues da Nóbrega
              - D. Margarida Viegas de Ribadouro, c.c. D. Estêvão Pires de Cambra

          - D. Afonso Viegas de Ribadouro o Moço (m.c.1165), c.c. D. Aldara Pais Espinhel (?-c.1160)
            - D. Egas Afonso de Ribadouro (1140-?) c.c. D. Sancha Pais Curvo de Toronho - Ribadouro-Alvarenga
            - D. Pedro Afonso de Ribadouro (m. depois de 1187), c.c. 1) ?  2) D. Urraca Afonso de Portugal - Ribadouro-Lumiares
            - D. Dórdia Afonso de Ribadouro, c.c. D. Raimundo Pais de Riba de Vizela
            - D. Urraca Afonso de Ribadouro, c.c. D. Afonso Ermiges de Baião

          - D. Mendo Viegas de Ribadouro (m. 1137), c.c. ?
            - D. Egas Mendes de Ribadouro (m. depois de 1159), c.c. ?
              - D. Gonçalo Viegas de Ribadouro (m. depois de 1236), c.c. Teresa - Riba Douro-Fonseca e Riba Douro-Fonseca-Bezerra
              - D. Nuno Viegas de Ribadouro, c.c. ?
                - D. Ramiro Nunes de Ribadouro, c.c. Elvira Gomes

              - D. Urraca Viegas II de Ribadouro, c.c. Soeiro

            - D. Gonçalo Mendes de Ribadouro , c.c. ?
              - D. Gonçalo Gonçalves de Mós, c.c. ?
                - D. Teresa Gonçalves de Mós, c.c. Gomes Viegas Frade   '

          - D. Dórdia Viegas de Ribadouro, c.c. D. Gonçalo Mendes I de Sousa
          - D. Soeiro Viegas de Ribadouro, c.c. (1152) D. Sancha Bermudes de Trava (m.1208)
            - D.Bermudo Soares de Ribadouro (m. 24 de junho de 1191)
            - D.Lourenço Soares de Ribadouro (m. 28 de setembro de 1222), c.c. D. Urraca Sanches de Portugal
            - D.Teresa Soares de Ribadouro (m. depois de 1243), c.c. D. Gonçalo Mendes II de Sousa

          - D. Elvira Viegas de Ribadouro (m. 27 de outubro de 1217/8), c.c. D. Pedro Pais da Maia
          - D. Rodrigo Viegas de Ribadouro (m. antes de 1165), c.c.?
            - D. Veila Rodrigues de Ribadouro (m. 29 de novembro de 1176), c.c.?
              - D. Fernão Veilaz de Ribadouro

          - D. Ermígio Viegas III de Ribadouro (m. antes de 1165)
          - D. Urraca Viegas I de Ribadouro (m. 26 de setembro de 1217/18), c.c. 1) D. Gonçalo Rodrigues da Palmeira, 2) D. Vasco Sanches de Celanova

        - D. Mendo Moniz II de Ribadouro (1075-1154), c.c. 1) Gontinha Mendes de Sousa2) Cristina Gonçalves (antes de 1132-depois de 1148)
          - 1) D. Teresa Mendes de Ribadouro (antes de 1170-depois de 1202), c.c. D. Sancho Nunes de Barbosa
          - 1) D. Ouroana Mendes de Ribadouro (antes de 1141-depois de 1172), c.c. D. Godinho Fafes de Lanhoso (antes de 1141-antes de 1172)
          - 1) D. Dórdia Mendes de Ribadouro (antes de 1154-depois de 1182), c.c. D. Nuno Mendes de Bragança[4]
          - 1) D. Elvira Mendes de Ribadouro (fl.1162), c.c. Soeiro-Pedro Gomes
          - 1)D. Mor Mendes de Ribadouro (antes de 1162-depois de 1178), devota
          - 2) D. Ermígio Mendes de Ribadouro (antes de 1142-depois de 1209), c.c. D. Sancha Peres de Bragança (antes de 1163-depois de 1216)
            - D. Afonso Ermiges de Ribadouro
            - D. Rodrigo Ermiges de Ribadouro
            - D. Monio Ermiges IV de Ribadouro
            - D. Fruilhe Ermiges de Ribadouro, c.c. Fernão de Leão
            - D. Urraca Ermiges de Ribadouro (m.29 de março de 1248), devota do Mosteiro de Santo Tirso

      - D. Egas Ermiges I de Ribadouro o Bravo, o Gasco (antes de 1071-depois de 1095), c.c. Gontinha Eres
        - D. Monio Viegas III de Ribadouro, c.c. Velida Troitosendes[5]
          - D. Egas Moniz V de Ribadouro, c.c. Dórdia Pais [6]

        - D. Toda Viegas de Ribadouro, c.c. Rodrigo Moniz, conde
        - D. Unisco Viegas de Ribadouro, c.c. Egas Gosendes de Baião
        - D. Ermígio Viegas II de Ribadouro
        - D. Gomes Viegas II de Ribadouro

      - D. Ausenda Ermiges de Ribadouro (fl.1100), c.c. Diogo Trutesendes
      - D. Vivilde Ermiges de Ribadouro (fl.1083), c.c. Paio
        - D. Goldregodo Pais (?-depois de 1122)

      - D. Onega Ermiges de Ribadouro (antes de 1078-depois de 1123)
      - D. Emiso Ermiges de Ribadouro (antes de 1083-depois de 1123)

    - D. Monio Viegas II de Ribadouro (antes de 1044- antes de 1097), c.c. (1040) D. Unisco Trastamires (antes de 1045-depois de 1081)
      - D. Trastamiro Moniz de Ribadouro (antes de 1090-depois de 1092), c.c. Boa Gonçalves (antes de 1113-depois de 1120)
        - D. Ermesinda Trastamires de Ribadouro (antes de 1091-depois de 1151), c.c. 1) Diogo Eitaz (Echegues) 2) Nuno Osores Sarracino (?-depois de 1107)
        - D. Elvira Trastamires de Ribadouro (antes de 1103-depois de 1123), c.c. Egas Odores (antes de 1123-depois de 1135)
        - D. Emiso Trastamires de Ribadouro (antes de 1114-depois de 1142), c.c. Egas Mendes Spina (antes de 1113-depois de 1120)

      - D. Egas Moniz II de Ribadouro (antes de 1081-depois de 1092), c.c. Maiorina Florences
        - D. Ermesinda Viegas de Ribadouro (antes de 1097-depois de 1166)
        - D. Boa Viegas de Ribadouro (antes de 1122-depois de 1125), c.c. D. Paio Soares de Grijó

      - D. Ermesinda Moniz de Ribadouro (antes de 1081-depois de 1092)
      - D. Elvira Moniz de Ribadouro (antes de 1079-depois de 1131), c.c. Lucídio Sarracins

    - D. Pedro Viegas de Ribadouro (antes de 1044-depois de 1070), c.c. 1) Sancha Pinioliz (fl.1060) 2) Toda Pais[4]
      - 1) D. Pedro Pires de Ribadouro (?-antes de 1064)
      - 1) D. Afonso Pires de Ribadouro (antes de 1086-depois de 1105)
      - 1) D. Monio Pires de Ribadouro (antes de 1087-depois de 1105)
      - 2) D. Egas Pires de Ribadouro (antes de 1096-1112?)

    - D. Énego Viegas II de Ribadouro (fl.1044)
    - D. Gomes Viegas I de Ribadouro (antes de 1044-antes de 1071)
    - D. Vivilde Viegas de Ribadouro (antes de 1044-depois de 1080), devota[4], ou c.c. Fernando Jeremias[5]

  - D. Garcia Moniz I de Ribadouro (antes de 1043-depois de 1066)[4] o Gasco, fundador do Mosteiro de Travanca, c.c. Elvira
  - D. Gomes Moniz de Ribadouro (?-1022)[4], c.c. Elvira
  - D. Godo Moniz de Ribadouro (fl.1079) [4], c.c. Sarracino
  - D. Fromarico Moniz de Ribadouro (?-antes de 1071)[4], c.c. Anímia Eriz
    - D. Monio Fromariques de Ribadouro (antes de 1085 - depois de 1097), c.c. Elvira Gondesendes
      - D. Egas Moniz III de Ribadouro (antes de 1095-depois de 1117), c.c. Dórdia Osores (antes de 1106-depois de 1121) [7] 29 Senda Tedones, concubina? (?-depois de 1154)

### Linhagem Riba Douro-Coelho
- D. Soeiro Viegas Coelho de Ribadouro (1160- depois de 1232), c.c. D. Mor Mendes de Gandarei (? - depois de 1232)
  - D. Pero Soares Coelho, c.c. D. Beatriz Anes Redondo
  - D. João Soares Coelho (antes de 1235 - 1278), c.c. D. Maria Fernandes d'Ordens
    - D. Pero Anes I Coelho (antes de 1265 - antes de 1317), c.c. Margarida Esteves da Teixeira
      - D. Estêvão Pires I Coelho o de Riba de Homem (antes de 1305 - antes de 1336), c.c. Maria Mendes Petite (?-depois de 1354)
        - D. João Esteves I Coelho o Velho (antes de 1320- depois de 1365), c.c. D. Joana Pires de Alvim
          - D. João Anes Coelho o Moço (?-antes de 1365), c.c. D. Mor Mendes de Vasconcelos
            - D. Pero Anes II Coelho (?-antes de 1386)
            - D. (?) Anes Coelho

          - D. Maria Anes II Coelho, c.c. D. João Pires de Soutomayor
          - D. Aldonça Anes Coelho, c.c. D. Diogo Gonçalves de Azevedo
          - D. Guiomar Anes Coelho (?-antes de 1345)

        - D. Estêvão Esteves Coelho (?-depois de 1365), c.c. 1) D. Senhorinha Afonso Ribeiro 2) D. Maria Fernandes II de Meira
          - 1) D. João Esteves II Coelho
          - 1) D. Maria Esteves Coelho, c.c. D. Martim Gonçalves da Lourinhã
          - 1) D. Fernão Esteves Coelho (?-depois de 1341)
          - 1) D. Rui Esteves Coelho (antes de 1354 - depois de 1378)
          - 1) D. João Afonso Coelho (antes de 1355 - depois de 1370) eclesiástico, estudou em Montpellier e leccionou em Coimbra

        - D. Soeiro Esteves Coelho (antes de 1314 - depois de 1364), c.c. D. Beatriz Afonso de Baião
        - D. Pero Esteves Coelho (antes de 1333 - 1361), participou no assassinato de Inês de Castro, c.c. 1) D. Maria Fernandes I de Meira (tia de Maria Fernandes II) 2) D. Aldonça Vasques Pereira
          - 1) D. Egas Pires Coelho (1334-1421)
          - 1) D. Estêvão Pires II Coelho, c.c. ?, da qual teve cinco filhos.
          - 2) D. Gonçalo Pires Coelho (1344 - 10 de dezembro de 1433)

        - D. Branca Esteves Coelho, c.c. 1) D. João Pires de Alvim 2) Gonçalo Garcia
        - D. Margarida Esteves Coelho, freira

      - D. Vicente Pires Coelho

    - D. Fernão Anes Coelho, clérigo
    - D. Mor Anes Coelho, c.c. João Pires de Portocarreiro
    - D. Maria Anes I Coelho, c.c. Martim Afonso de Resende
    - D. Aldara Anes Coelho, c.c. Gonçalo Anes I Correia
    - D. Urraca Anes Coelho, c.c. Soeiro Mendes Petite

  - D. Maria Soares Coelho, c.c. D. João Pires de Vasconcelos, O Tenreiro
  - D. Inês Soares Coelho, c.c. D. Gil Pires Feijó

### Linhagem Riba Douro-Magro
- D. Gonçalo Viegas Magro de Ribadouro, de barregã teve três bastardos:
  - D. Lourenço Gonçalves Magro (?-antes de março de 1303), c.c. D. Teresa Godins de Coimbra (?-29 de outubro de 1305)
    - D. Egas Lourenço Magro (?-depois de 1318), deão de Lisboa e cónego de Coimbra
    - D. Vasco Lourenço Magro
    - D. Beatriz Lourenço Magro

  - D. Martim Gonçalves Magro
  - D. Henrique Gonçalves Magro (?- antes de 1288)
- D. Pero Viegas Magro de Ribadouro, c.c. (?) Esteves
  - D. Gonçalo Pires Magro, ingressou na Ordem de Santiago

### Linhagem Riba Douro-Alvarenga
- D. Egas Afonso de Ribadouro (1140-?) c.c. D. Sancha Pais Curvo de Toronho
  - D. Lourenço Viegas de Alvarenga, c.c. Mor Pais
    - D. Gomes Lourenço de Alvarenga
    - D. Sancha Lourenço de Alvarenga
    - D. Fernão Lourenço de Alvarenga (?-depois de 1262)

  - D. Paio Viegas de Alvarenga (1210-?), c.c. D. Teresa Anes de Riba de Vizela
    - D. Pero Pais I Curvo de Alvarenga (1230 - depois de 1284), c.c. D. Guiomar Afonso Gato (?-depois de 1284)
      - D. Martim Pires de Alvarenga (1270 - depois de 1311), c.c. D. Inês Pais de Valadares (1300-depois de 1347)
        - D. Pero Pais II (Martins) de Alvarenga, c.c. D. Joana Rodrigues de Nomães
        - D. Afonso Martins de Alvarenga
        - D. Nuno Martins de Alvarenga
        - D. Inês Martins de Alvarenga
        - D. Aldonça Martins de Alvarenga (1320/40-?) , c.c. 1) D. Egas Gonçalves Barroso 2) D. Martim Mendes de Vasconcelos

      - D. Estevainha Pires de Alvarenga, c.c. 1) D. Mem Rodrigues Rebotim  2) D. Martim Gomes Correia
      - D. Pero Pires Curvo de Alvarenga
      - D. Estêvão Pires ''Curvo'' de Alvarenga, c.c. Mor Miguéis
        - D. Lopo Esteves de Alvarenga (?-depois de 1321), de uma barregã, Mor Pires, teve um bastardo:
          - D. Fernão Lopes de Alvarenga (?-depois de 1320)

    - D. Lourenço Pais de Alvarenga, c.c. D. Mafalda Pires Portugal
      - D. Fruilhe Lourenço de Alvarenga, monja no Mosteiro de Arouca

    - D. Sancha Pais de Alvarenga, c.c. 1) D. Nuno Mendes Queixada 2) D. Fernão Gomes Barreto

  - D. Gomes Viegas de Alvarenga
  - D. Pedro Viegas de Alvarenga, de uma barregã de Toronho teve um bastardo:
    - D. Gomes Pires de Alvarenga, c.c. Sancha Gonçalves Correia
      - D. Fernão Gomes de Alvarenga o Cousa Má
      - D. Maria Gomes de Alvarenga, c.c. Martim Pires Froião

    - D. Fernão Pires de Alvarenga (?-antes de abril de 1255)
    - D. Paio Pires de Alvarenga
    - D. (?) Pires de Alvarenga, freira no Mosteiro do Lorvão
    - D. Estêvão Anes (Pires) de Alvarenga

  - D. Aldara Viegas de Alvarenga, c.c. D. Lopo Afonso de Baião
  - D. Mor Viegas de Alvarenga

### Linhagem Riba Douro-Lumiares
- D. Pedro Afonso de Ribadouro (?-depois de 1187), c.c. 1) ?  2) D. Urraca Afonso de Portugal
  - 1) D. Fernão Pires de Lumiares Pelegrim (1160-?), c.c. 1) D. Urraca Vasques de Bragança 2) D. Urraca Nunes de Bragança
    - 1) D. Urraca Fernandes I de Lumiares, c.c. D. Afonso Pires Gato
    - 2) D. Urraca Fernandes II de Lumiares, c.c. D. João Garcia de Sousa
    - 2) D. Sancha Fernandes de Lumiares Meninha Sandia

  - 2) D. Abril Pires de Lumiares (c.1190-1245), c.c. D. Sancha Nunes de Barbosa
    - D. Pedro Abril de Lumiares
    - D. Nuno Abril de Lumiares
    - D. Urraca Abril de Lumiares, c.c. 1) D. João Martins de Riba de Vizela 2) D. Fernão Garcia de Sousa

  - 2) D. Sancha Pires de Lumiares, c.c. D. Pero Rodrigues Girão
  - 2) D. Aldara Pires de Lumiares (?-1272)

### Linhagens Riba Douro-Fonseca e Riba Douro-Fonseca-Bezerra
- D. Gonçalo Viegas de Ribadouro (? - depois de 1236), c.c. Teresa
  - D. Mendo Gonçalves da Fonseca, c.c.  1) Maria Pires I de Tavares 2) Maria Pires de Cambra
    - 1) D. Rui Mendes da Fonseca (? - depois de 1289), c.c. D. Teresa Anes de Leomil
      - D. Afonso Rodrigues da Fonseca Michom, c.c. 1) D. Teresa Martins das Medãs  2) Maria Anes
        - 1) D. Maria (Afonso) Rodrigues Michom (da Fonseca)
        - 1) D. Guiomar Afonso Michom|Guiomar Afonso Michom (da Fonseca) (? - depois de 1327)
        - 2) D. João Afonso Michom (da Fonseca), teve possivelmente um filho:
          - D. Rodrigo Anes da Fonseca

        - 2) D. Vasco Afonso Michom (da Fonseca)
        - 2) D. Aldonça (Afonso) Rodrigues Michom (da Fonseca), c.c. D. João Lourenço Guedaz

      - D. Estêvão Rodrigues da Fonseca, c.c. 1) D. Teresa Rodrigues de (Panoias-) Sousa 2) Maria Pires Galega
        - 1) D. Mor Esteves da Fonseca, c.c. D. Rui Pais de Agares
        - 2) D. Vasco Esteves da Fonseca Menancorea, ingressou na Ordem dos Hospitalários

      - D. Urraca Rodrigues da Fonseca, c.c. D. Estêvão Martins de Leomil

    - 1) D. Vasco Mendes da Fonseca (1220-1277), c.c. D. Maria Martins das Medãs (? - depois de 1311)
      - D. Rui Vasques da Fonseca (? - antes de janeiro de 1335), c.c. D. Maria Gonçalves Moreira
        - D. Lourenço Rodrigues da Fonseca, c.c. D. Aldonça Anes Botelho
          - D. Martim Lourenço da Fonseca, c.c. D. Berenguela Pires de Tavares
          - D. Aldonça Lourenço da Fonseca (1280-?), c.c. D. Mem Gonçalves Amado

        - D. Pero Rodrigues da Fonseca (antes de 1334 - depois de 1388), c.c. Mor Pires de Beja
          - D. Rui Pires II da Fonseca, c.c. D. Leonor Rodrigues de Nomães
          - D. Vasco Pires II da Fonseca

        - D. Mem Rodrigues da Fonseca, c.c. D. Constança Gil Peixoto
        - D. Mor Rodrigues da Fonseca, c.c. D. Fernão Gomes de Cervalho
        - D. (?) Rodrigues da Fonseca
        - D. Dórdia Rodrigues da Fonseca, freira

      - D. Lourenço Vasques da Fonseca, c.c. D. Sancha Vasques de Moura, de uma barregã, Teresa Pires, teve um bastardo:
        - D. Vasco Lourenço da Fonseca o da Cónega (? - depois de 1348), c.c. 1) D. Inês Gonçalves Moreira 2) D. Joana Gonçalves de Veiro 3) Teresa Martins de Sande (barregã) 4) Margarida Anes de Carapeços (barregã)
          - 1) D. Gonçalo Rodrigues (Vasques) Moreira (da Fonseca)
          - 1) D. Beatriz Vasques da Fonseca
          - 1) D. Inês Vasques da Fonseca
          - 3) D. Afonso Vasques da Fonseca
          - 4) D. Gonçalo Vasques da Fonseca

      - D. Lopo Vasques da Fonseca

    - 1) D. Fernão Mendes da Fonseca, c.c. D. Estevainha Gil Babilão
      - D. Inês Fernandes da Fonseca, c.c. D. Gonçalo Viegas de Ataíde

    - 1) D. Teresa Mendes da Fonseca, c.c. João Martins
    - 2) D. Pero Mendes da Fonseca (antes de 1275 - ?), c.c. Mor Martins
      - D. Gonçalo Pires da Fonseca, ingressou na Ordem de Santiago
      - D. Estêvão Pires da Fonseca
      - D. Rui Pires I da Fonseca
      - D. Vasco Pires da Fonseca, c.c. Constança Esteves

    - 2) D. Lourenço Mendes da Fonseca, c.c. Maria Martins
    - 2) D. Elvira Mendes da Fonseca, c.c. D. Martim Anes de Alvelos
    - 2) D. Martim Mendes da Fonseca, de uma barregã, Constança Fernandes de Cambar, teve um bastardo:
      - D. Lourenço Martins da Fonseca, c.c. ?
        - D. Martim Lourenço da Fonseca, c.c. Berengária Pires de Tavares

    - 2) Guiomar Mendes da Fonseca (? - depois de 1327)

  - D. Egas Gonçalves de Ferreirim (de Fonseca), c.c. Teresa Miguéis
    - D. Gonçalo Viegas de Ferreirim (?-depois de 1245)

  - D. Sancha Gonçalves da Fonseca
  - D. Gonçalo Gonçalves I Bezerra (de Fonseca) (?-depois de 1231), c.c. ?
    - D. Teresa Gonçalves Bezerra, c.c. D. João Soares de Leomil
    - D. Gonçalo Gonçalves II Bezerra

  - D. Soeiro Gonçalves Bezerra (de Fonseca) c.c. ?
    - D. Rui Soares Bezerra
    - D. Gil Soares Bezerra
    - D. Maria Soares Bezerra Mansa c.c. Lourenço Viegas